# Anthrax pusillus
Anthrax pusillus är en tvåvingeart som beskrevs av Christian Rudolph Wilhelm Wiedemann 1821. Anthrax pusillus ingår i släktet Anthrax och familjen svävflugor. Inga underarter finns listade i Catalogue of Life.